# إليسا سوريانو فيشر
إليسا سوريانو فيشر (بالإسبانية: Elisa Soriano Fisher) هي طبيبة عيون إسبانية، ولدت في 1891 في مدريد في إسبانيا، وتوفيت في 1964.